# Quarto ufficiale

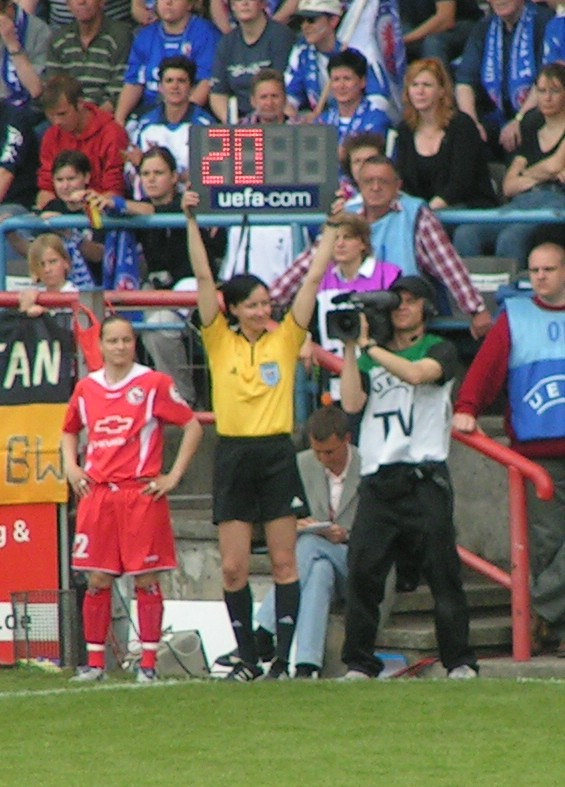
Inka Müller come quarto ufficiale segnala una sostituzione.

Nel calcio, il quarto ufficiale, chiamato comunemente dalla stampa del settore quarto uomo, è un ufficiale di gara supplementare che collabora con l'arbitro e con i due assistenti arbitrali nella direzione della partita.
Il quarto ufficiale ha i seguenti compiti:
- soprintendere la procedura delle sostituzioni;
- controllare l'equipaggiamento dei calciatori titolari / di riserva;
- soprintendere il rientro di un calciatore in seguito al segnale / consenso dell'arbitro;
- soprintendere i palloni di riserva;
- indicare l'ammontare minimo del recupero deciso dall'arbitro alla fine di ciascun periodo di gioco (inclusi i tempi supplementari);
- informare l'arbitro in caso di un comportamento non corretto di qualsiasi occupante l'area tecnica.

Fino alla stagione 2005-2006 il quarto ufficiale era o un arbitro o un assistente arbitrale della massima serie a seconda della competizione. Dal campionato 2006-2007 in Serie B il ruolo è ricoperto da un arbitro che milita nei campionati di Prima e Seconda Divisione della Lega Pro.
Il Regolamento del Gioco del Calcio specifica che il quarto ufficiale debba essere designato solo se previsto dal regolamento della competizione, e tale regolamento deve chiaramente indicare chi, tra il quarto ufficiale e l'assistente più qualificato, deve sostituire l'arbitro in caso di malessere e/o infortunio. In Italia è utilizzato solo nelle gare delle competizioni Professioniste (Serie A, Serie B, Coppa Italia, e Serie C); a livello internazionale, è presente in tutte le competizioni che si svolgono sotto l'egida della UEFA e FIFA.
Il Quarto ufficiale può essere a discrezione del competente Organo Tecnico dell'AIA, presente anche nelle fasi finali (play-off e play-out) delle gare dilettantistiche della Serie D e nella Coppa Italia Dilettanti.
Nel caso in cui l'arbitro sia sostituito da uno dei due assistenti, il quarto ufficiale diventa assistente.
Durante la gara, il quarto ufficiale si posiziona a bordo campo tra le due panchine e ha libertà di movimento. Come gli altri ufficiali di gara "sul terreno", opera sotto la direzione dell'arbitro con il quale collabora per le infrazioni quando ha una visuale migliore rispetto a quella dell'arbitro stesso.
In casi estremi (ad esempio nel caso di una rissa) può entrare in campo per aiutare l'arbitro a mantenere l'ordine. Inoltre, per essere immediatamente riconoscibile, indossa una divisa dello stesso colore di quella della terna arbitrale. Nella stagione fredda, sopra la divisa, può indossare una tuta con il logo FIGC, per essere comunque immediatamente riconoscibile.